# Сусітна (Аляска)
Сусітна (англ. Susitna) — переписна місцевість (CDP) в США, в окрузі Матануска-Сусітна штату Аляска. Населення — 11 осіб (2020).

## Географія
Сусітна розташована за координатами 61°32′57″ пн. ш. 150°43′35″ зх. д. / 61.54917° пн. ш. 150.72639° зх. д. (61.549292, -150.726517).  За даними Бюро перепису населення США в 2010 році переписна місцевість мала площу 491,05 км², з яких 461,67 км² — суходіл та 29,39 км² — водойми.

## Демографія
Згідно з переписом 2010 року, у переписній місцевості мешкало 18 осіб у 10 домогосподарствах у складі 7 родин. Густота населення становила 0 осіб/км².  Було 133 помешкання (0/км²).
Расовий склад населення:
| - 100,0 % — білих |

До двох чи більше рас належало 0,0 %. Частка іспаномовних становила 0,0 % від усіх жителів.
За віковим діапазоном населення розподілялося таким чином: 0,0 % — особи молодші 18 років, 66,7 % — особи у віці 18—64 років, 33,3 % — особи у віці 65 років та старші. Медіана віку мешканця становила 58,0 року. На 100 осіб жіночої статі у переписній місцевості припадало 125,0 чоловіків;  на 100 жінок у віці від 18 років та старших — 125,0 чоловіків також старших 18 років.
Цивільне працевлаштоване населення становило 0 осіб. 